# Club Almagro
El Club Almagro és un club de futbol argentí de la ciutat de Buenos Aires. El club va ser fundat el 6 de gener de 1911 al barri d'Almagro de la ciutat de Buenos Aires, malgrat el seu estadi és a la ciutat veïna de José Ingenieros, Partido de Tres de Febrero. El 1919 es fusionà amb el club Columbian Football Club esdevenint Sportivo Almagro. Ha guanyat la Primera B en dues ocasions (1937 i 1968); i el Primera C el 1971.

## Palmarès

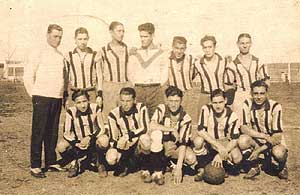
Equip campió de Primera B el 1937.

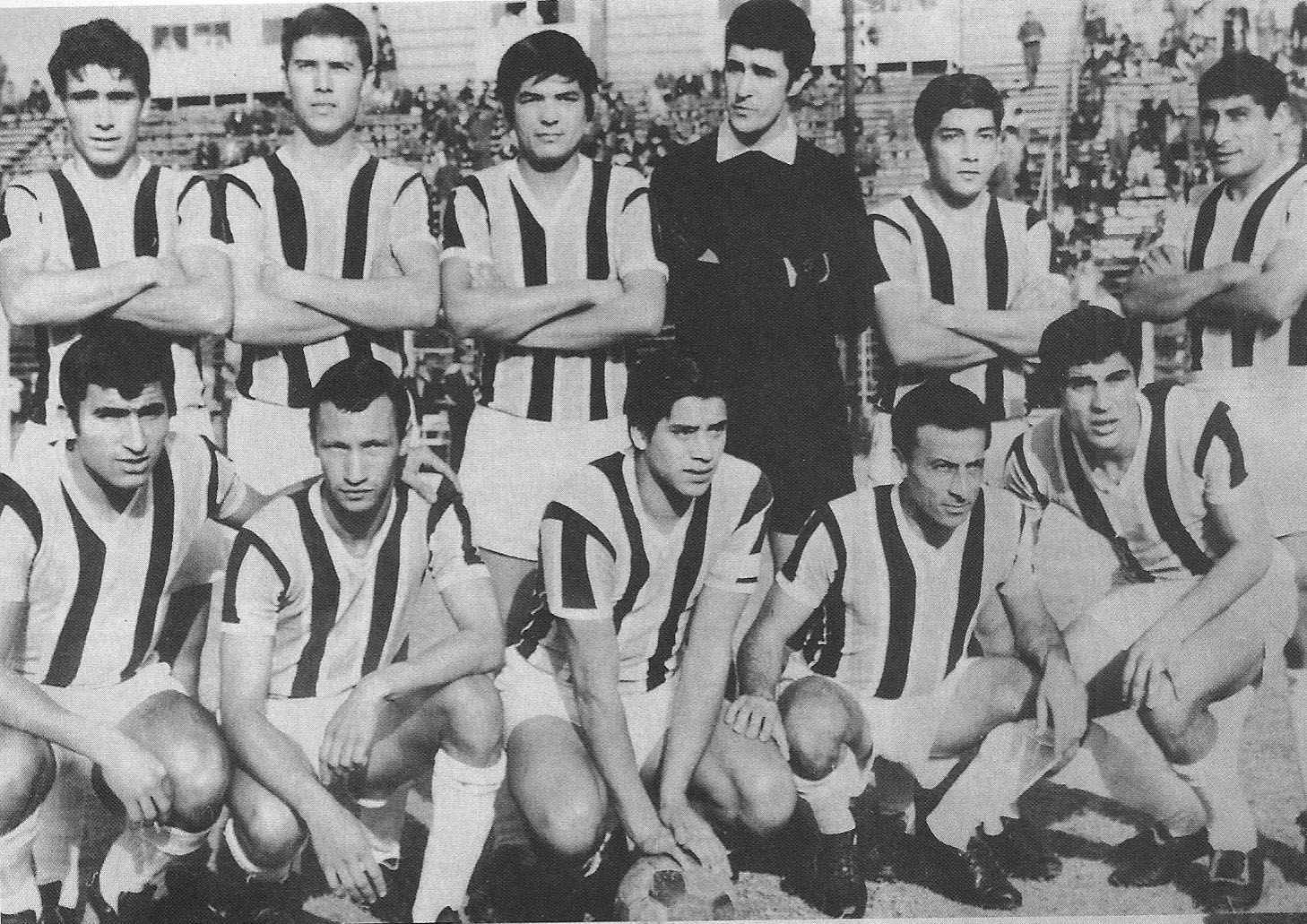
Equip del 1968.